# Tetragnatha bemalcuei
Tetragnatha bemalcuei este o specie de păianjeni din genul Tetragnatha, familia Tetragnathidae, descrisă de Mello-leitão, 1939.
Este endemică în Paraguay. Conform Catalogue of Life specia Tetragnatha bemalcuei nu are subspecii cunoscute.